# Julia Cornelia Paula

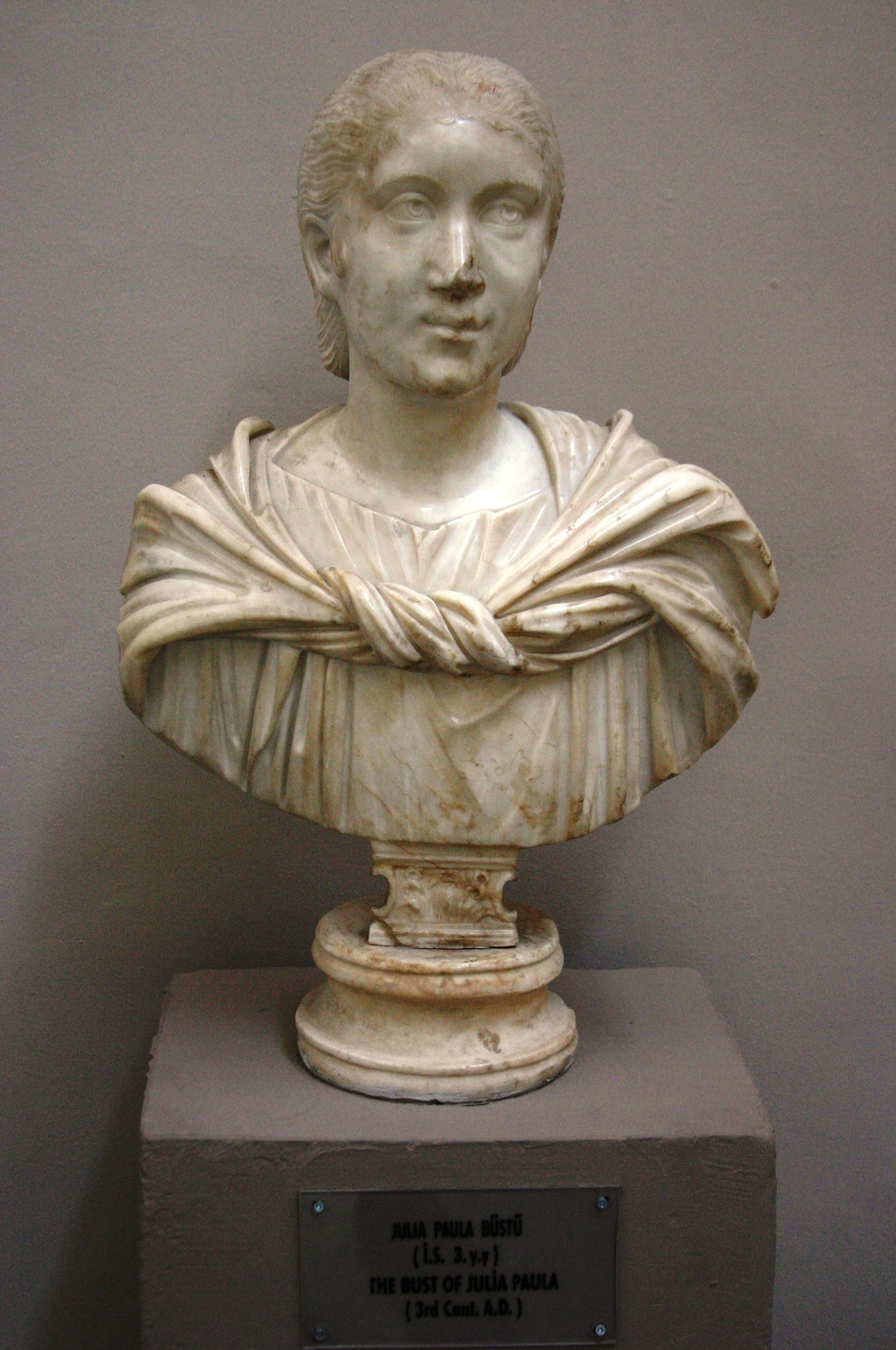
Byst föreställande Julia Cornelia Paula

Julia Cornelia Paula, född okänt år, död okänt år, var en romersk kejsarinna, gift med kejsar Elagabalus.
Hon var dotter till Julius Cornelius Paulus, som var prefekt vid Praetoriangardet i Rom, och härstammade från en förnäm romersk-syriansk familj. Hon beskrivs som bildad och charmerande och blev 219 utvald till kejsarens brud av Julia Maesa. Bröllopet var en stor offentlig tilldragelse i Rom och hon mottog titeln Augusta. Hon fick inga barn med Elagabalus och 220 skilde han sig från henne, tog ifrån henne titeln och gifte om sig. Hennes vidare liv är okänt.   